# Lijst van voetbalinterlands Bulgarije - Servië (vrouwen)
Deze lijst van voetbalinterlands is een overzicht van alle officiële voetbalinterlands tussen de nationale vrouwenteams van Bulgarije en Servië. De landen hebben tot nu toe drie keer tegen elkaar gespeeld.

## Wedstrijden
| № | Plaats       | Datum            | Competitie           | Wedstrijd          | Uitslag |
| - | ------------ | ---------------- | -------------------- | ------------------ | ------- |
| 1 | Stara Pazova | 27 oktober 2020  | Vriendschappelijk    | Servië − Bulgarije | 2 − 1   |
| 2 | Stara Pazova | 25 november 2021 | WK 2023 kwalificatie | Servië − Bulgarije | 3 − 0   |
| 3 | Plovdiv      | 30 november 2021 | WK 2023 kwalificatie | Bulgarije − Servië | 1 − 4   |

## Samenvatting
| Competitie        | Totaal gespeeld | Winst Bulgarije | Gelijk | Winst Servië | Doelsaldo Bulgarije – Servië |
| ----------------- | --------------- | --------------- | ------ | ------------ | ---------------------------- |
| WK-kwalificatie   | 2               | 0               | 0      | 2            | 1 − 7                        |
| Vriendschappelijk | 1               | 0               | 0      | 1            | 1 − 2                        |
| Totaal            | 3               | 0               | 0      | 3            | 2 − 9                        |